# 스코티시 풋볼 리그 2부
스코틀랜드 풋볼 리그 2부(Scottish Football League Second Division)는 스코틀랜드의 축구 리그였다. 스코틀랜드 풋볼 리그의 제2위 단계 리그이며 스코틀랜드 축구 리그 시스템에서는 3번째 단계의 리그이다. 총 10개의 팀이 참가하며 1위 팀은 스코틀랜드 프리미어리그로 승격하고 10위 팀은 자동으로 스코틀랜드 풋볼 리그 3부로 강등된다. 한편 9위 팀은 3부 리그의 2, 3, 4위팀과 강등 및 승격 플레이오프를 치러서 잔류와 강등을 결정하게 된다. 스코틀랜드 풋볼 리그가 스코틀랜드 프리미어리그와 통합하면서 스코틀랜드 리그 1으로 개칭되었다.